# Fugro Mercator
Die Fugro Mercator ist ein als Katamaran gebautes Forschungs- und Vermessungsschiff des niederländischen Unternehmens Fugro.

## Geschichte
Das Schiff wurde 2003 als Meridian unter der Baunummer 1548 bei Damen Shipyards im niederländischen Hardinxveld-Giessendam für das zu Fugro gehörenden Bremer Unternehmen FUGRO OSAE (ehemals OSAE Offshore Survey and Engineering Gesellschaft für Seevermessung) gebaut. Die Kiellegung fand am 21. November 2002, der Stapellauf am 16. August 2003 statt. Die Fertigstellung erfolgte am 17. Oktober, die Ablieferung Ende 2003. Das Schiff wurde Anfang 2007 auf der Fr. Fassmer-Werft in Berne-Motzen um circa sieben Meter von vorher 35,25 Meter auf jetzt 42,35 Meter verlängert.

## Technische Daten und Ausstattung
Der Antrieb erfolgt durch zwei Sechszylinder-Viertaktmotoren des Herstellers MAN (Typ: D 2876 LE) mit jeweils 375 kW Leistung. Die Motoren wirken auf zwei Schottel-Propellergondeln. Das Schiff ist mit drei Bugstrahlrudern ausgerüstet, von denen zwei als Pumpjets ausgelegt sind.
Für die Stromversorgung an Bord wurden zwei Dieselgeneratoren mit jeweils 120 kVA Scheinleistung sowie ein Hafengenerator mit 30 kVA Scheinleistung verbaut.
Das Schiff ist mit einem System zur dynamischen Positionierung ausgerüstet und kann in Küstengewässern bis circa 70 Seemeilen von der Küste entfernt eingesetzt werden. Haupteinsatzgebiete sind Europa und Afrika.
Für die Forschungsarbeiten befinden sich drei Labore an Bord des Schiffes. Das Schiff verfügt über mehrere Sonar- und Echolotsysteme. An Deck befinden sich zwei Krane (darunter ein 5,7-t-Ausleger) und ein Heckgalgen für bis zu 3 t Last. Weiterhin verfügt das Schiff über drei Stellplätze für 20-Fuß-Container. Im Rumpf des Schiffes befinden sich zwei Moonpools.